# تور دو فرانس ۱۹۹۸
تور دو فرانس ۱۹۹۸ هشتادوپنجمین دورهٔ مسابقات تور دو فرانس بود که از ۱۱ ژوئیه تا ۲ اوت به مسافت ۳٬۸۷۵ کیلومتر در کشورهای فرانسه، سوئیس و ایرلند برگزار شد. افتتاحیهٔ تور برای نخستین بار در ایرلند برگزار شد.
در پایان تور، مارکو پانتانی از تیم مرکاتونه اونو-بیانکی به قهرمانی دست یافت و یان اولریش از تیم تلکام و بوبی جولیچ از تیم کوفیدیس بر سکوهای دوم و سوم ایستادند. اریک تسابل برای دومین بار متوالی، پیراهن سبز رده‌بندی امتیازی را کسب کرد و کریستف رینرو برندهٔ رده‌بندی کوهستان شد.

## تیم‌ها
۲۱ تیم برای شرکت در تور دعوت شدند. از میان آن‌ها ابتدا ۱۶ تیم نخست رده‌بندی اتحادیه جهانی دوچرخه‌سواری در آغاز سال ۱۹۹۸ دعوت شدند. چهار تیم دیگر با سهمیهٔ اعطایی برگزارکنندگان و تیم بیست‌ویکم با دعوت ویژه وارد تور شدند.

## مسیر و مراحل تور
مسابقه در ۲۱ مرحله و پرولوگ ابتدایی به مسافت ۳٬۸۷۵ کیلومتر برگزار شد. مسیر مسابقه شامل ۱۲ مرحلهٔ مسطح، ۲ مرحلهٔ تپه‌ای و ۵ مرحلهٔ کوهستانی بود. سه مرحله (از جمله پرولوگ) نیز به صورت تایم تریل انفرادی انجام شد. طولانی‌ترین مرحله، مرحلهٔ ۱۹ به مسافت ۲۴۲ کیلومتر بود.
پرولوگ و دو مرحلهٔ نخست تور در ایرلند برگزار شد. سه مرحله از غرب به سوی مرکز فرانسه و سپس ۴ مرحله به سوی جنوب بود. دو مرحلهٔ بعدی (۱۰ و ۱۱) در کوه‌های پیرنه برگزار شد و سپس سه مرحله در امتداد ساحل جنوبی فرانسه به سوی شرق انجام شد. سه مرحلهٔ ۱۵ تا ۱۷ در کوه‌های آلپ برگزار شد. مسابقه در مرحلهٔ ۱۸ وارد سوئیس شد و در مرحلهٔ ۱۹ به فرانسه بازگشت. مرحلهٔ بیستم تایم تریل در لو کروزو بود و در مرحلهٔ پایانی رکابزنان وارد پاریس شدند.

## رده‌بندی نهایی
| راهنما                              | راهنما                           | راهنما                                | راهنما                           |
| ----------------------------------- | -------------------------------- | ------------------------------------- | -------------------------------- |
| A yellow jersey.                    | نشان دهندهٔ برندهٔ رده‌بندی اصلی    | A green jersey.                       | نشان دهندهٔ برندهٔ رده‌بندی امتیازی |
| A white jersey with red polka dots. | نشان دهندهٔ برندهٔ رده‌بندی کوهستان | A white jersey with a red number bib. | نشان دهندهٔ برندهٔ جایزه ابرتهاجمی |

### رده‌بندی اصلی
| رتبه | رکابزن                | تیم                  | زمان     |
| ---- | --------------------- | -------------------- | -------- |
| ۱    | مارکو پانتانی (ITA)   | مرکاتونه اونو-بیانکی | ۹۲:۴۹:۴۶ |
| ۲    | یان اولریش (GER)      | تیم تلکام            | ۳:۲۱+    |
| ۳    | بابی جولیچ (USA)      | کوفیدیس              | ۴:۰۸+    |
| ۴    | کریستف رینرو (FRA)    | کوفیدیس              | ۹:۱۶+    |
| ۵    | میخایل بوخرد (NED)    | رابوبانک             | ۱۱:۲۶+   |
| ۶    | ژان-سیریل روبن (FRA)  | یو اس پوستال سرویس   | ۱۴:۵۷+   |
| ۷    | رولاند مایر (SUI)     | کوفیدیس              | ۱۵:۱۳+   |
| ۸    | دانیله ناردلو (ITA)   | ماپی-بریکوبی         | ۱۶:۰۷+   |
| ۹    | جوزپه دی گرانده (ITA) | ماپی-بریکوبی         | ۱۷:۳۵+   |
| ۱۰   | اکسل مرکس (BEL)       | Team Polti           | ۱۷:۳۹+   |

### رده‌بندی امتیازی
| رتبه | رکابزن                | تیم                  | امتیاز |
| ---- | --------------------- | -------------------- | ------ |
| ۱    | اریک تسابل (GER)      | تیم تلکام            | ۳۲۷    |
| ۲    | استوارت اوگریدی (AUS) | ژه‌آان                | ۲۳۰    |
| ۳    | توم استلس (BEL)       | ماپی-بریکوبی         | ۲۲۱    |
| ۴    | رابی مک‌یوئن (AUS)     | رابوبانک             | ۱۹۶    |
| ۵    | جورج هینکپی (USA)     | یو اس پوستال سرویس   | ۱۵۱    |
| ۶    | فرانسوا سیمون (FRA)   | ژه‌آان                | ۱۴۹    |
| ۷    | بابی جولیچ (USA)      | کوفیدیس              | ۱۱۴    |
| ۸    | ژکی دوران (FRA)       | کازینو–آژ۲آ          | ۱۱۱    |
| ۹    | آلن توریکیا (ITA)     | آسیکس-سی‌جی‌ای         | ۹۹     |
| ۱۰   | مارکو پانتانی (ITA)   | مرکاتونه اونو-بیانکی | ۹۰     |

### رده‌بندی کوهستان
| رتبه | رکابزن                | تیم                  | امتیاز |
| ---- | --------------------- | -------------------- | ------ |
| ۱    | کریستف رینرو (FRA)    | کوفیدیس              | ۲۰۰    |
| ۲    | مارکو پانتانی (ITA)   | مرکاتونه اونو-بیانکی | ۱۷۵    |
| ۳    | آلبرتو الی (ITA)      | کازینو–آژ۲آ          | ۱۶۵    |
| ۴    | سدریک واسور (FRA)     | ژه‌آان                | ۱۵۶    |
| ۵    | استفان اولو (FRA)     | فرانسیس دو ژو        | ۱۵۲    |
| ۶    | یان اولریش (GER)      | تیم تلکام            | ۱۲۶    |
| ۷    | بابی جولیچ (USA)      | کوفیدیس              | ۹۸     |
| ۸    | میخایل بوخرد (NED)    | رابوبانک             | ۹۲     |
| ۹    | لئوناردو پیپولی (SUI) | سائکو ماشین پر کافه  | ۹۰     |
| ۱۰   | رولاند مایر (SUI)     | کوفیدیس              | ۸۹     |